# Basílica de la Merced (Jerez de la Frontera)
La Basílica de la Merced es una basílica situada en la plaza de la Merced, de Jerez de la Frontera (España). Forma parte del monasterio de la Merced de Jerez de la Frontera, perteneciente a los hermanos mercedarios
Además de un destacado conjunto de retablos, escultura, elementos litúrgicos y ornamentos, destaca por ser el lugar de enterramiento del dictador Miguel Primo de Rivera, dentro de la capilla de Riquelme.

## Origen del Monasterio
La primera referencia exacta que conocemos sobre el monasterio data de 1348, y ya en aquel entonces existía un primitivo edificio. A día de hoy, lo más sensato es dar como año de establecimiento de la Orden mercedaria en Jerez una fecha comprendida entre 1317 y 1345, y probablemente en una más cercana al 1345, pues con la derrota de los benimerines en la Batalla del Salado (1340), comienza a establecerse el extramuros de la ciudad por la situación de paz que hace menos necesaria la protección de las murallas.
Lejos de las últimas investigaciones, la tradición ha afirmado que fue el santo mártir mercedario San Pedro Pascual quien fundara el monasterio.

## Arte e Historia
De manera independiente a la obra de la iglesia, se inició la labor de construcción de un nuevo claustro que sustituyera al anterior, una obra probablemente pobre. El claustro principal comienza su construcción en 1548, estando previsto que abarcara la obra del 1 de abril al 1 de noviembre de 1549, con un coste de 60 000 maravedíes. Fue Fernando Álvarez, arquitecto portugués, el encargado de dirigir las obras, que se prolongaron tras su muerte hasta 1614. Álvarez jugó en el diseño del claustro con la arquitectura de tradición gótica en las bóvedas y con las nuevas maneras renacentistas en la creación de los pilares del claustro. Se trata del primer claustro jerezano que incluye elementos renacientes en su factura.
En el siglo XVII se levantó la fachada, obra de Fernández Calafate y fue restaurada en marzo de 2016. La iglesia tenía una torre campanario sobre su entrada principal, pero fue eliminada. Igualmente tiene una espadaña sobre su techo que no es visible desde las calles adyacentes. En su interior destaca el retablo mayor, obra de Francisco Dionisio de Ribas.
En las dependencias monásticas continuaron las obras en el s. XVIII. Se recreció el claustro con una planta más, el sobreclaustro y se dotó al edificio de una suntuosa escalera barroca iniciada en 1749 y concluida en 1750. Dicha escalera está realizada en Caliza roja, con numerosos fósiles, y el arranque del pasamanos está decorado con un ser mitológico, una esfinge masculina o androesfinge.
En 1810, con la llegada de las tropas napoleónicas a la ciudad, la orden huyó del inmueble conventual, el cual fue usado para acuartelamiento militar. La iglesia se cerró al culto y las imágenes fueron llevadas a Santiago para su protección. Tras el pronunciamiento de Riego, se vuelve a cerrar el convento, afectando al culto en la iglesia.
Con la desamortización de Mendizabal, el convento pasa a ser hospital municipal, siguiendo la iglesia abierta como capilla adjunta al hospital. Posteriormente, el hospital municipal, clausurado en 1975, pasaría a ser el instituto de enseñanza secundaria «Santa Isabel de Hungría».
El Santuario de Nuestra Señora de la Merced fue elevado a basílica menor por el papa Pío XII en junio de 1949.

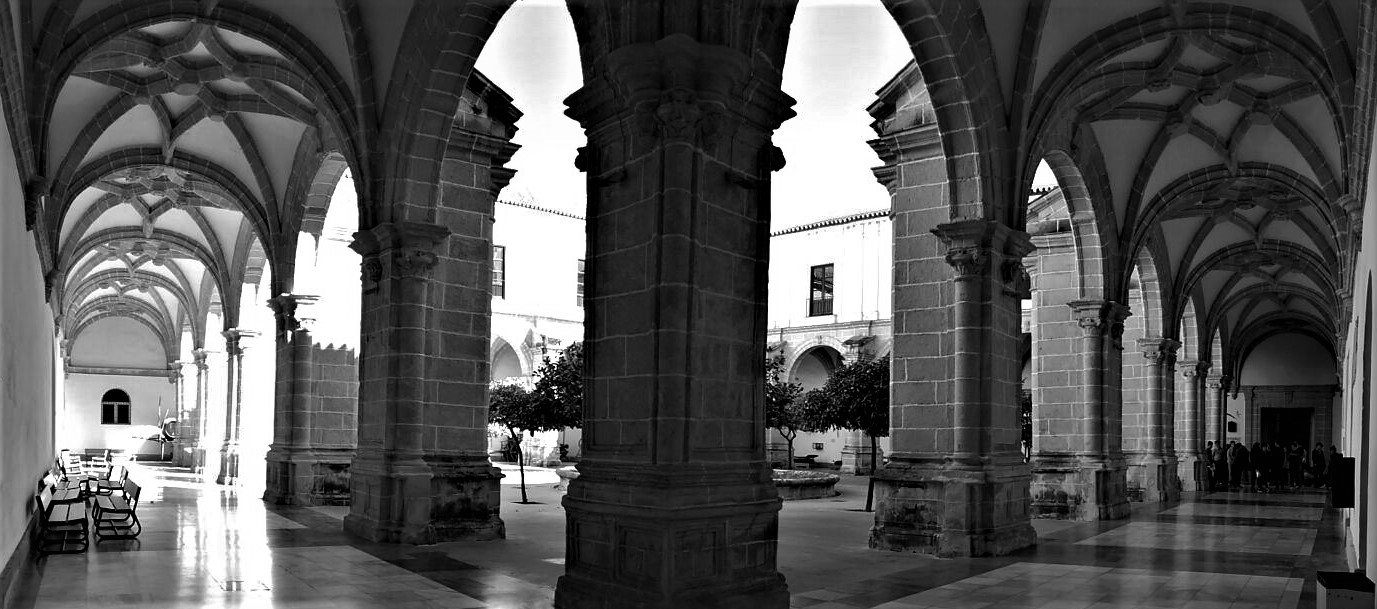
Claustro del Monasterio

## La Merced

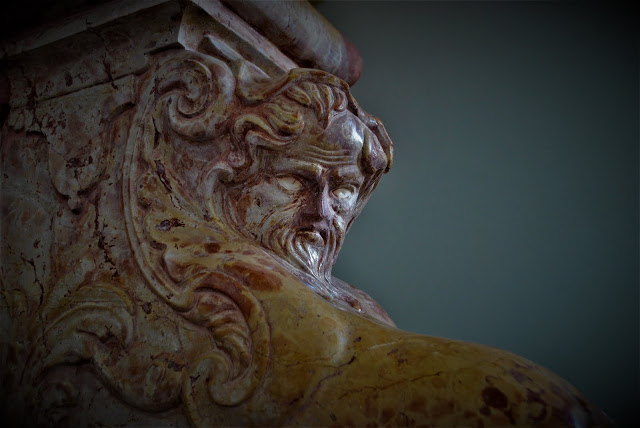
Esfinge masculina tallada en el arranque del pasamanos de la escalera del monasterio.

En su interior se encuentra Nuestra Señora de la Merced, patrona de Jerez. Que procesiona en un templete de orfebrería obra de Juan Díaz de Mendoza en 1648.

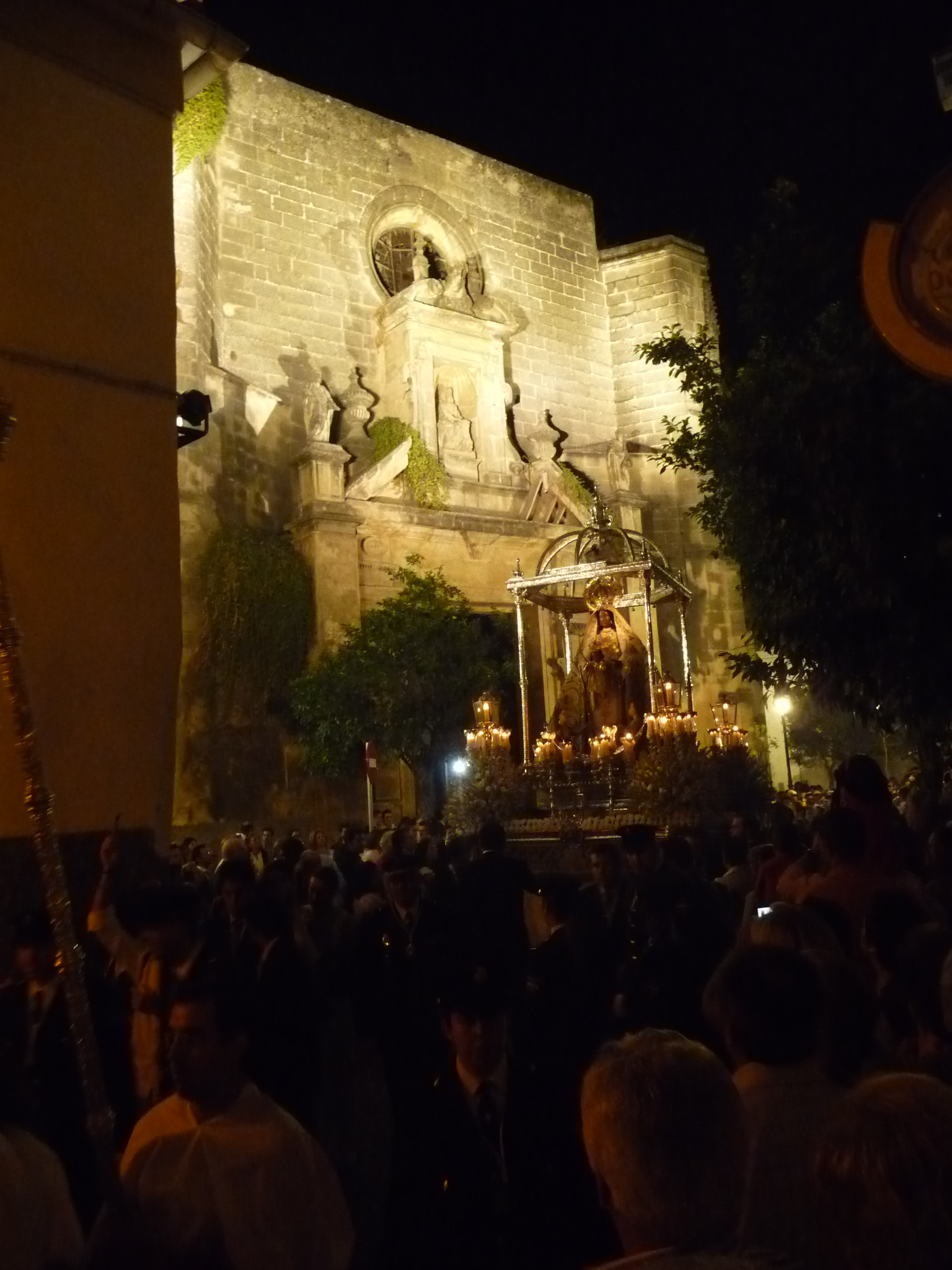
Procesión junto a San Marcos

El origen del patronazgo se remonta al siglo XIV cuando los frailes de la Orden se establecieron en la ciudad, tras la Reconquista por parte del Reino de Castilla, en una zona un poco más alejada que la entonces ermita de Santiago.
Adquirió rápidamente popularidad en los inicios del siglo XV, ya que consta su asistencia en 1410 a actos religiosos en la ciudad. Tras un largo proceso fue coronada en 1961. La corona se prestó en 1968 y se recuperó posteriormente.
La procesión cuenta con una serie de celebraciones previas, como una novena, visita de centros escolares al templo, etc. En 2019 la Patrona recibe la medalla con cruz de la Unión de Hermandades de la ciudad.

### Leyenda mercedaria
Existen varias leyendas sobre el origen de la fe mercedaria en Jerez, muchas conservadas en manuscritos del archivo mercedario de la ciudad. La más popular narra que la fundación del Convento de la Merced en la ciudad de Jerez se realizó sobre terreno donde antes había existido una fábrica de tejas, del que aún se conservaban el horno donde se cocían ladrillos y tejas.
Al intentar derruirlas para hacer los cimientos del convento, se cuenta que dieron con una oquedad con un pequeño nicho donde se encontraba la imagen de la Virgen, ennegrecida por el humo de la fábrica de tejas.

### Sábana Santa
La iglesia cuenta con una réplica de la Sábana Santa que llegó en 1572, así como otras 10 reliquias más.

### Semana Santa
Una de las cofradías de Jerez realiza su procesión desde dicha Basílica, esta es la Hermandad del Transporte, la cual procesiona en la tarde del Domingo de Ramos.

## Rosario
Tiene sede en el templo la virgen del Rosario de capataces y costaleros.

## Galería de imágenes

Interior de la iglesia
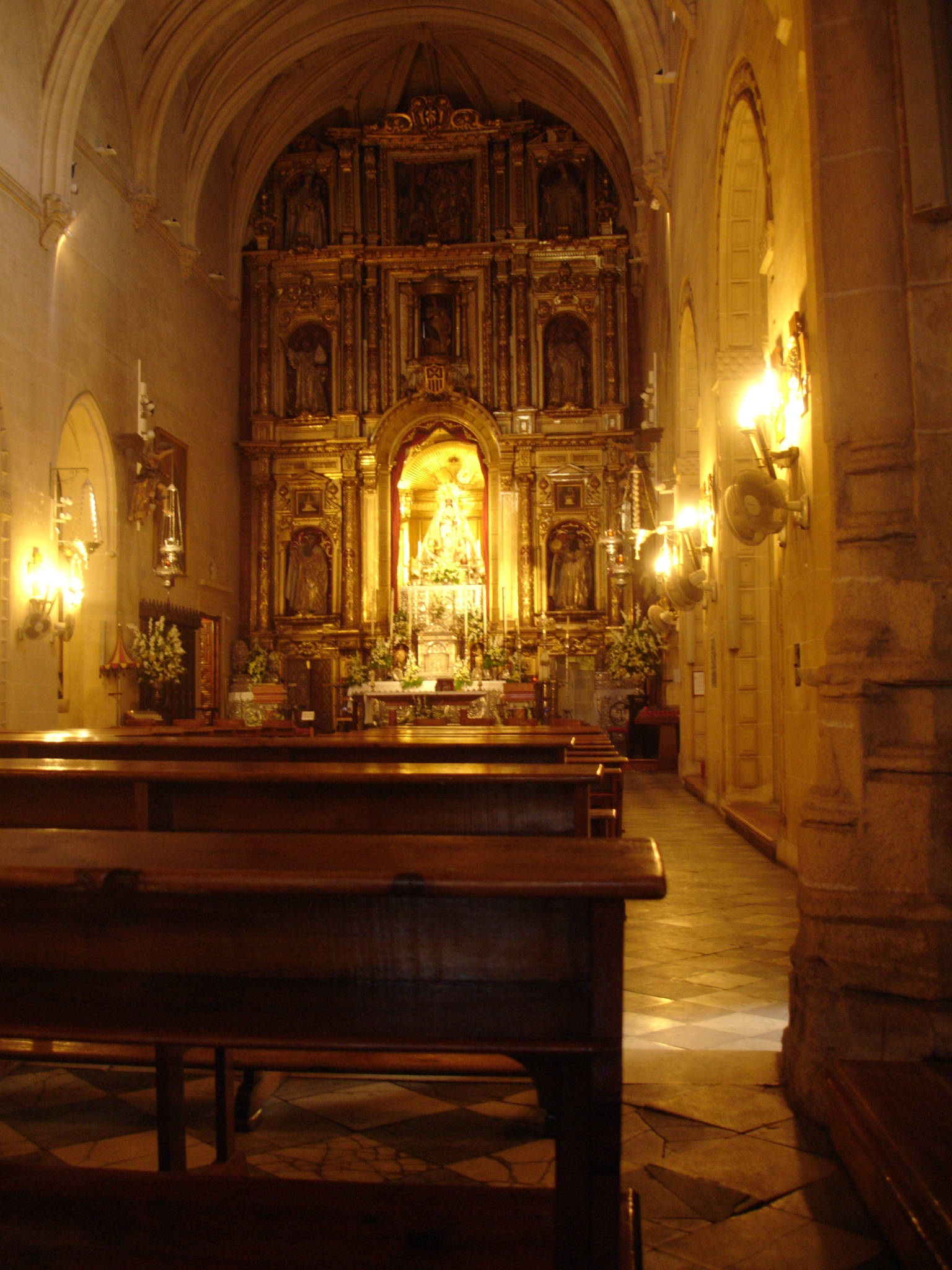
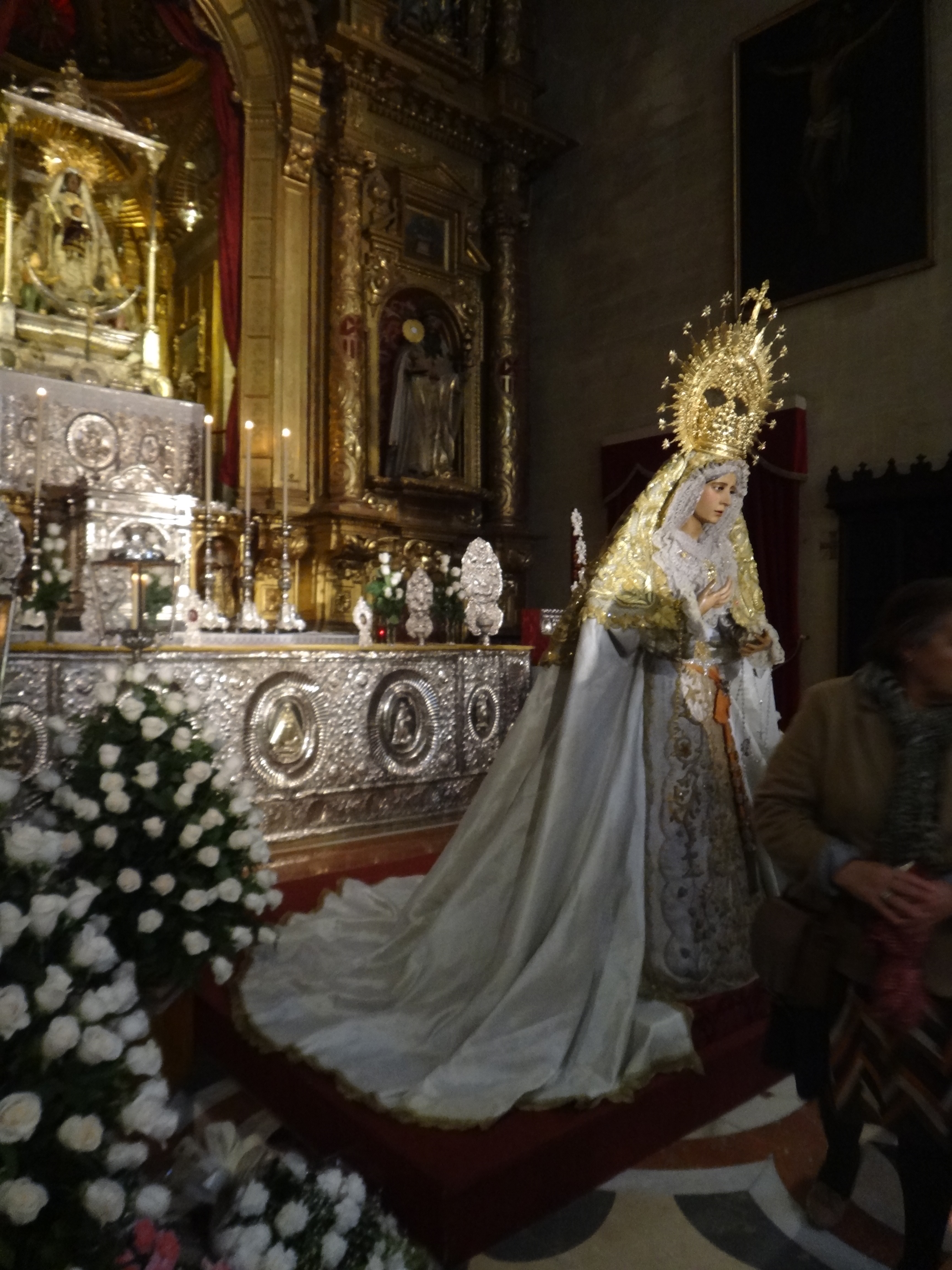
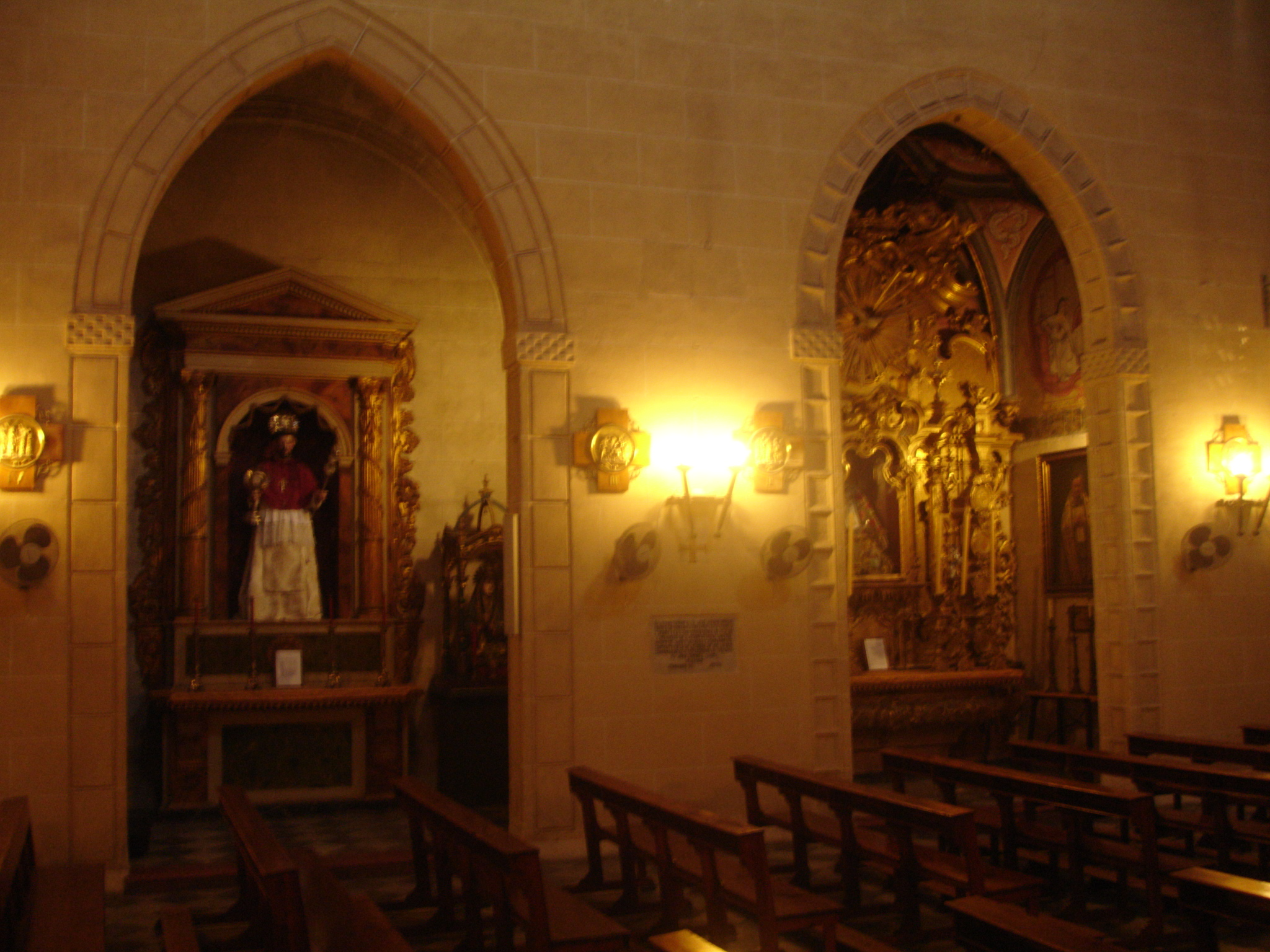
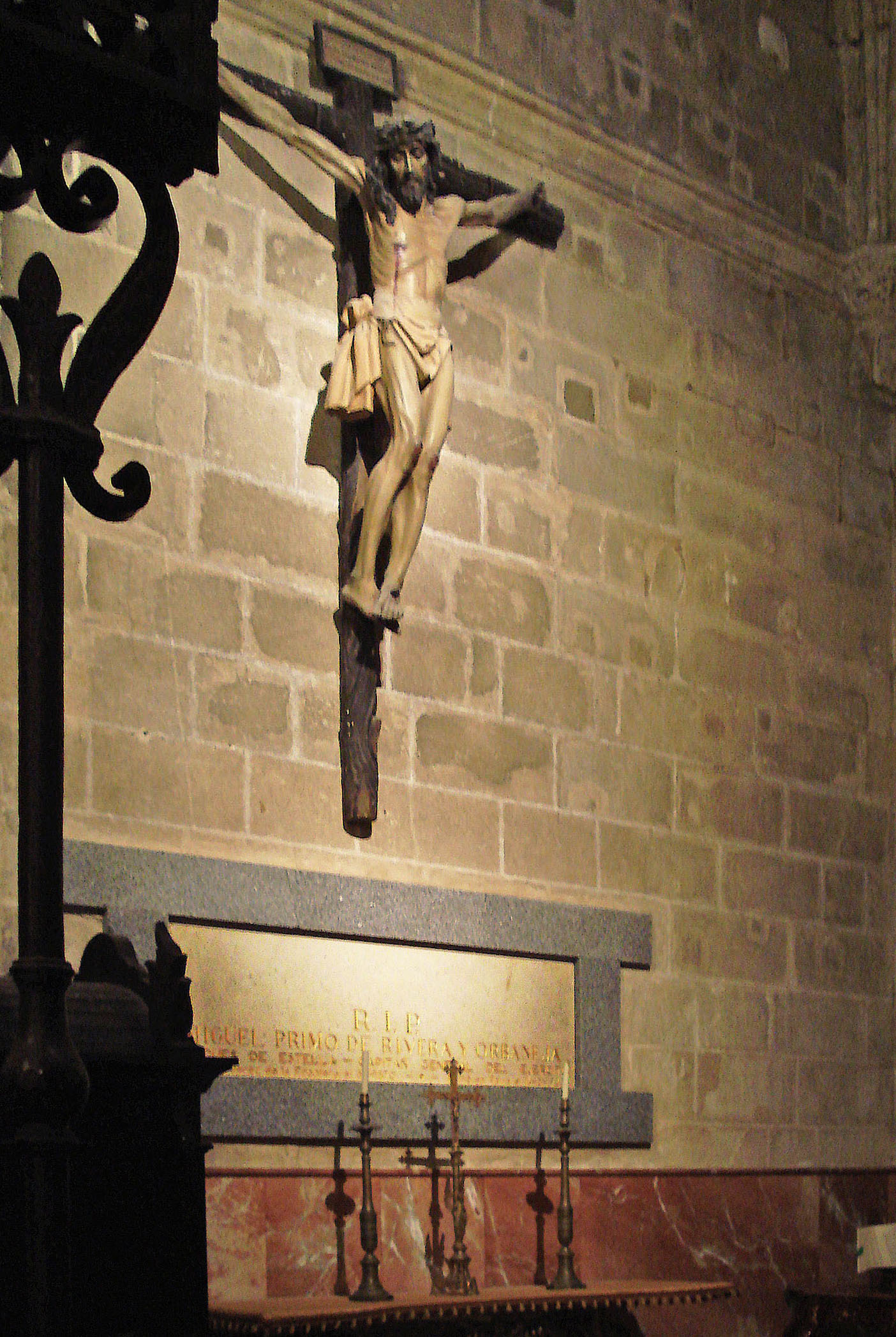
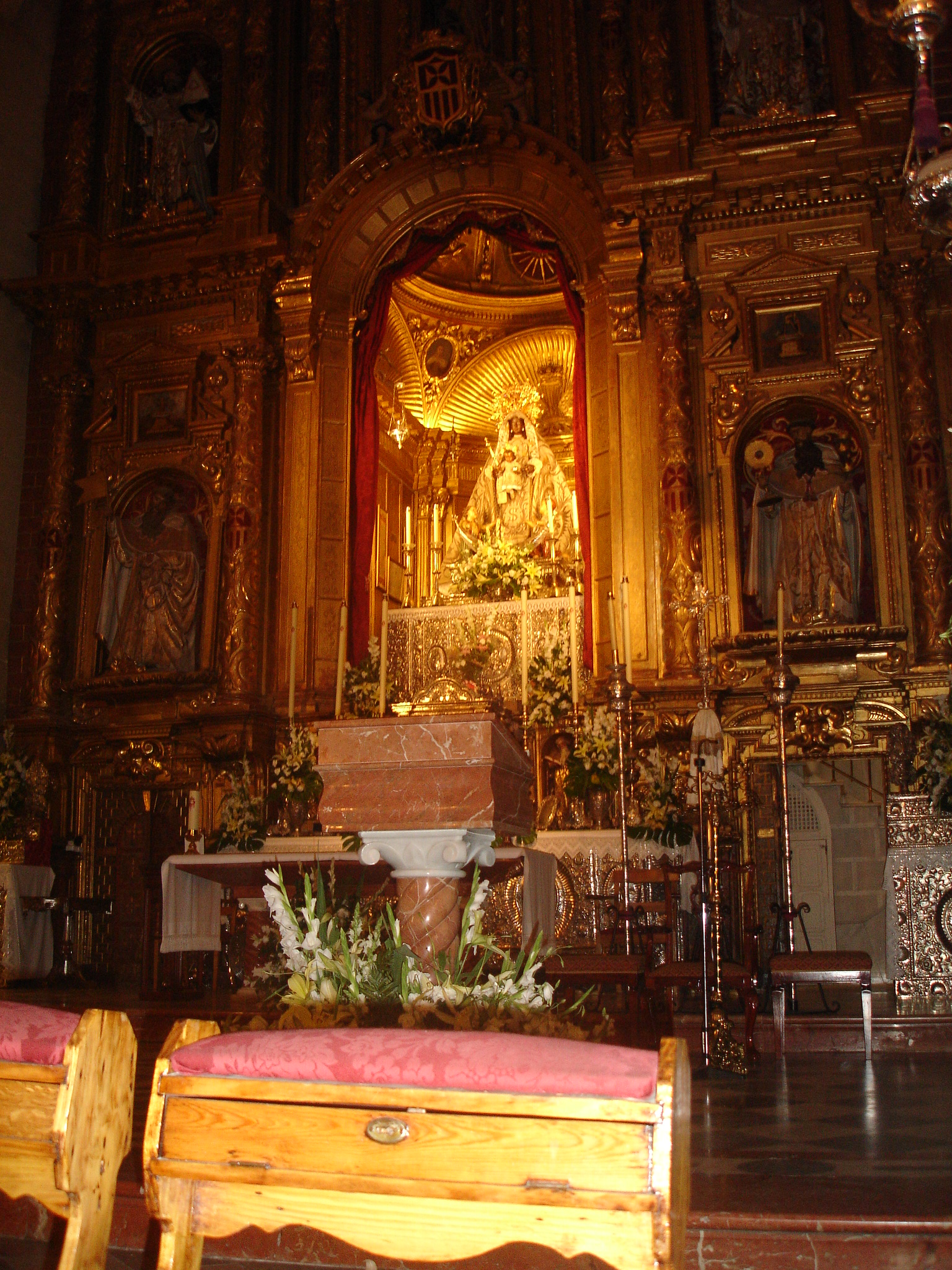
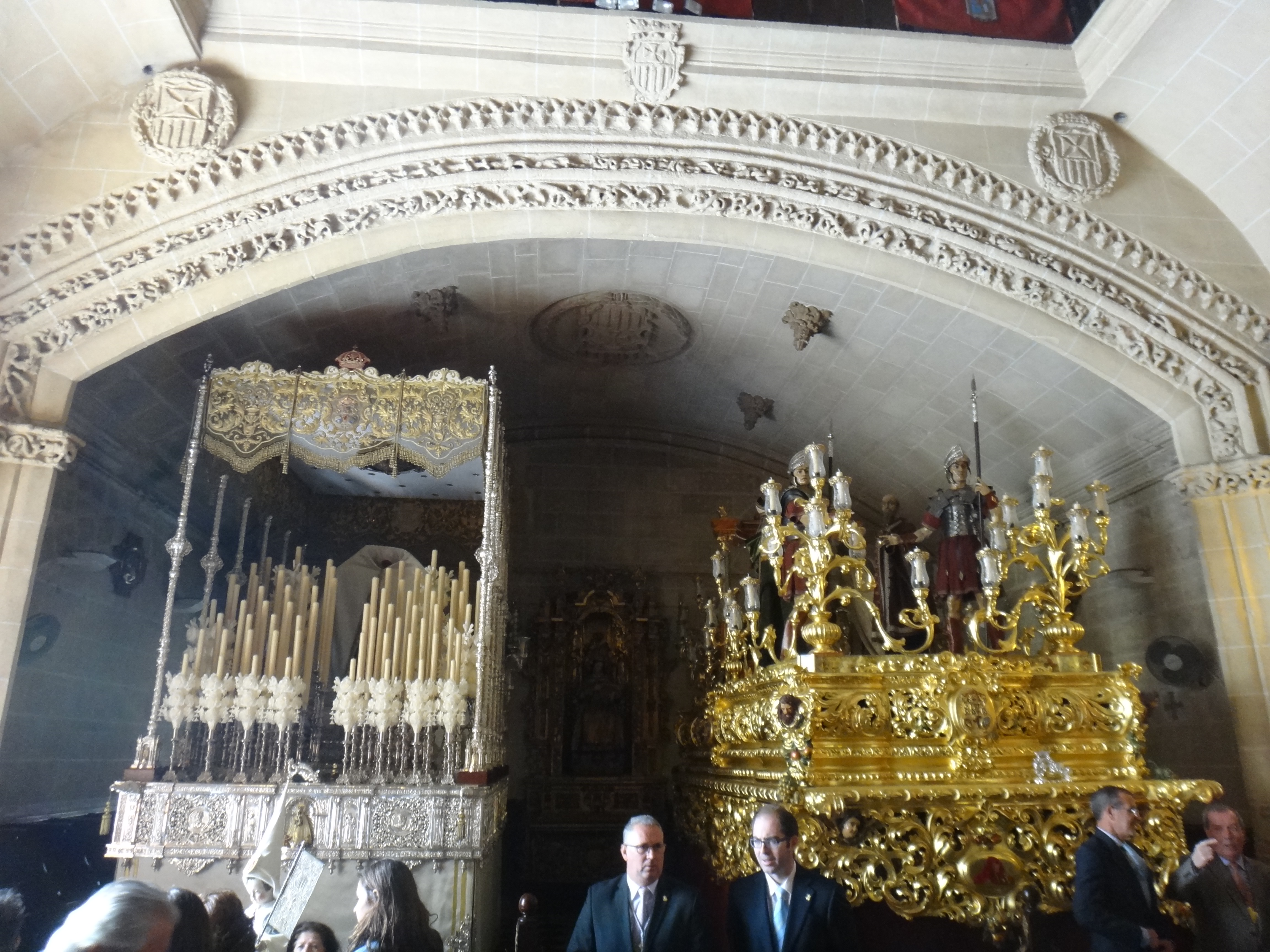